# Burgstall Rauschenstein
Der Burgstall Rauschenstein ist eine abgegangene mittelalterliche Spornburg, im Nordosten von Arnstein, Stadt Weismain. Als geschütztes Bodendenkmal werden die Überreste der einstigen Burg vom Bayerischen Landesamt für Denkmalpflege unter der Denkmalnummer D-4-5933-0084 geführt.

## Lage und Beschreibung
Der Burgstall mit dem höchsten Punkt 455 m ü. NHN liegt auf einem etwa 70 Meter nach Osten über das Kleinziegenfelder Tal vorgeschobenen Bergsporn, der nach Osten, Süden und Norden durch steile Felsen geschützt ist. An der Südflanke des Bergsporns befindet sich der Viktoriafelsen. Eine Straße von dem fast an den Burgstall reichenden Ort Arnstein endet an einem kleinen Parkplatz vor der ehemaligen Burg. Dort befindet sich der örtliche Friedhof.
Die Anlage und der Bergsporn sind im Westen von einem ehemals 38 Meter langen Abschnittswall von der Hochfläche abgetrennt. Im Wallinneren steckt eine mittelalterliche, mit Weißkalkmörtel hochgezogene Mauer. Vom Wall ist der nördliche Teil links neben dem Friedhofseingang mit einer Höhe von vier bis fünf Metern erhalten geblieben. Der südliche Teil wurde beim Bau des kleinen Parkplatzes abgetragen. Bis auf kleinere Grabenreste ist von der Burg nichts mehr zu sehen.

## Geschichte
Aufgrund des Fundes hallstattzeitlicher Scherben schließt man darauf, dass die Stelle mehr als tausend Jahre vor der Burggründung besiedelt und eventuell befestigt war.
Die Burg wurde vermutlich Mitte des 13. Jahrhunderts vom Rittergeschlecht der Rauschner erbaut und erstmals genauer im Lindenbergischen Urbarium der Rauschner von 1410 beschrieben. Aus dem Jahr 1435 ist ein „Heinrich Rauschner zum Arnstein“ als Burgherr überliefert. Um 1560 war sie im Besitz von Martin von Waldenfels, Aus alten Quellen schließt man, dass sie seit Anfang des 16. Jahrhunderts unbewohnt war. Über das Ende der Burg ist nichts bekannt.
In den Jahren 1756/57 wurde die Burgkapelle St. Mauritius abgebrochen, die in den Jahrzehnten zuvor als Pfarrkirche der Pfarrei Arnstein gedient hatte. Die einzigen Überreste der Kapelle sind Holzfiguren in der heutigen Kirche von Arnstein und in der Kapelle in Eichig. Ob es sich dabei aber wirklich um Figuren aus der ehemaligen Burgkapelle handelt, ist nicht vollständig gesichert.
1843 waren noch Überreste der Burg deutlich zu sehen.